# Герб на Сейшелските острови
Гербът на Сейшелските острови е приет на 29 юни 1976 година, когато страната става независима от Великобритания. Представлява щит, на който в долната част е изобразена гигантска костенурка на зеления бряг. По средата ѝ е изобразена сейшелская палма. На заден фон са изобразени зелен остров, син океан и шхуна – всичко в естествен цвят. Над щита е поставен сребърен шлем, над който има бурлет, три вълни – сребърна, лазурна, сребърна, над които прелита тропическа птица. От двете страни на щита има поставени две риби меч като щитодръжци. Под щита има девизна лента, на която е изписано националното мото на Сейшелите на латински „Finis Coronat Opus“, което се превежда като „Краят увенчава делото!“.

## История
През 1903 година Сейшелските острови са отделени административно от остров Мавриций в отделно колониално владение на Великобритания е приета и нова значка за нова колония на короната. Тя представлява кръг, в който е изобразена картина на брега на Мае със сейшелска плама (на латински: Lodoicea seychellarum-Palmae) на брега, няколко храста и гигантска костенурка (на латински: Geochelone gigantea-Testudinidæ). В долната част на кръга е изобразена девизна лента с мотото „Finis Coronat Opus“. През 1961 година значката е променена, като е изобразена в овална форма. Към композицията на значката е добавен втори остров, символизираща другите 114 острови от Сейшелския архипелаг. В океана е изобразена шхуна, символизираща трафика между островите. Около значка е добавен бордюр, който е украсен със стилизирани вълни и в който е изписано мотото и името на колонията.